# Treće zasjedanje ZAVNOH-a
Treće zasjedanje ZAVNOH-a je održano u Topuskom, 8. i 9. svibnja 1944. Poznato je kao Sabor u Topuskom. Na tom je zasjedanju formalno utemeljena Federalna Država Hrvatska. Novousvojenim "Pravilima ponašanja ZAVNOH-a", ukinut je Izvršni odbor, a osnovan je Prezidij Zemaljskog antifašističkog vijeća narodnog oslobođenja Hrvatske. ZAVNOH je donio je četiri ustavna akta.

## Odluke Trećeg zasjedanja
1. Odluka o odobrenju rada predstavnika Hrvatske u Drugom zasjedanju AVNOJ-a, u okviru koje je prihvaćena odluka o stvaranju zajedničke federativne države s ostalim narodima Jugoslavije na principu nacionalne ravnopravnosti
2. Odluka o proglašenju ZAVNOH-a vrhovnim zakonodavnim i izvršnim predstavničkim tijelom i najvišim organom državne vlasti Demokratske Hrvatske
ZAVNOH je »jedini pravi državni Sabor Hrvatske« i »predstavnik suvereniteta naroda i države Hrvatske«.
3. Deklaracija o osnovnim pravima naroda i građana Demokratske Hrvatske
Hrvatski i srpski narod imaju jednaka prava, u svakom pogledu.
Nacionalnim manjinama bit će zajamčena njihova prava.
Svi građani u Hrvatskoj su jednaki pred zakonima bez obzira na nacionalnost, rasu i vjeru.
Žene imaju ista prava kao muškarci.
Svakom građaninu je zajamčena osobna i vlasnička sigurnost. Zajamčeno je pravo vlasništva.
4. Odluka o ustroju i poslovanju narodnooslobodilačkih odbora i skupština u Federalnoj Državi Hrvatskoj

## Kongres intelektualaca
Nažalost, te će odluke jugoslavenski boljševički stožer, kako piše Ivan Supek u knjizi "Na prekretnici milenija", osuditi kao "pad u buržoaski liberalizam". Vrhunac je djelovanja ZAVNOH-a Kongres intelektualaca održan od 25. do 27. lipnja 1944. u Topuskom. Kongres je održan, prema Supeku, "na zvjezdanom zenitu Hrvatske narodnooslobodilačke borbe... Bili su to mjeseci kada smo s najvećim pouzdanjem gledali u budućnost... Blizina pobjede nije samo ispunjavala srca nadom nego je također postavljala pitanje: kakav svijet nakon rata?... U tim neizvjesnostima nametalo se intelektualcima samo od sebe da podupru težnje ZAVNOH-a i razviju humanističko viđenje. Zacijelo, bilo je tu dovoljno književnika, slikara, glazbenika, novinara i prosvjetara, a i pokoji znanstvenik, da progovore o udjelu kulture u ratu i miru." Tom prigodom arhitekt Kazimir Ostrogović pročitat će referat O arhitekturi. U djelovanju ZAVNOH-a Ostrogović je zauzimao zapaženo mjesto. Nakon što je pušten iz riječkoga zatvora, 1943. godine odlazi u partizane, gdje je u početku tehnički referent, a od 1944. i predstojnik Tehničkog odjela ZAVNOH-a.

## Daljnje djelovanje ZAVNOH
Prema Poslovniku ZAVNOH-a, umjesto Izvršnog odbora izabrano je Predsjedništvo od 31 člana. Tim odlukama ZAVNOH se oblikovao u »pravi državni sabor Hrvatske«, odluke kojega su bile presudne za održanje hrvatskoga državnog kontinuiteta. Pokrenuto je osnivanje Telegrafske agencije Hrvatske, u to je vrijeme uveden vjeronauk kao izborni predmet, a u radu ZAVNOH-a sudjelovali su i članovi HSS-a te Srpski klub vijećnika. 
Predsjedništvo ZAVNOH-a su činili: Vladimir Nazor (neovisan, pjesnik), Andrija Hebrang (KPH), Ivan Gošnjak (KPH), Franjo Gaži (HSS), Stjepan Prvčić (HSS), Filip Lakuš (HSS), Rade Pribićević (SDS), Simo Eror (SDS), Svetozar Rittig (katolički svećenik) i Ante Mandić (neovisan.) Andrija Hebrang je tvrdio:
»Hrvatska ima pravo da sama upravlja sobom, da ima svoj Sabor kao vrhovni zakonodavni organ i nosilac suvereniteta, i svoju narodnu vladu.«
Zbog naglašenih težnji za ostvarivanjem hrvatske nacionalne ideje, Hebrang je u listopadu smijenjen s mjesta generalnog tajnika CK KPH i imenovan je povjerenikom trgovine i industrije Nacionalnog komiteta oslobođenja Jugoslavije (NKOJ), a u prosincu je imenovan predsjednikom Privrednoga savjeta NKOJ-a.

## Značaj Trećeg zasjedanja
U izvorišnim odredbama Ustava Republike Hrvatske, jasno i nedvosmisleno, naglašena je uloga i značaj uspostave temelja državne suverenosti izraženoj u odlukama ZAVNOH-a nasuprot proglašenju kvinslinške Nezavisne Države Hrvatske. Upravo se Ustav iz 1990. nadovezao i oslonio na demokratske vrijednosti sadržane u odlukama trećeg zasjedanja ZAHVNOH-a. Andrija Hebrang, potpredsjednik ZAVNOH-a ustvrdio je:
»Velik je i dalekosežan politički i povijesni značaj ovih odluka za sudbinu i budućnost Hrvatske«.
Prvi hrvatski predsjednik Franjo Tuđman u svojoj knjizi Velike ideje i mali narodi ističe važnost ZAVNOH-a:
Ostvarujući vjekovne težnje hrvatskog naroda, hrvatski sabor – ZAVNOH je na temelju prava samoodređenja donio odluke o stvaranju slobodne i ujedinjene države Hrvatske. Time je slobodna i ujedinjena Hrvatska postala federalnom državom. Time je onemogućeno da Hrvatska više nikada ne bude uređivana interesima marionetskih sila ili pak politike nečijih pretenzija, već isključivo temeljem povijesnih odluka ZAVNOH-a.  Pozivajući se na odluke trećeg zasjedanja ZAVNOH-a, kao sastavnicu državne opstojnosti hrvatskog naroda u ukupnom povijesnom zbivanju, Ustav iz 1990. polaže temelje novoj demokratskoj i suverenoj Hrvatskoj, kojima se Hrvatska određuje u duhu vrijednosti demokratskog antifašizma.

## Vanjske poveznice
- Govor predsjednika Hrvatskoga sabora Vladimira Šeksa na svečanosti obilježavanja 63. obljetnice ZAVNOH-a  Arhivirana inačica izvorne stranice od 12. lipnja 2008. (Wayback Machine)